# Deutsche Kurzbahnmeisterschaften 2013
Die Deutschen Kurzbahnmeisterschaften 2013 im Schwimmen fanden vom 21. bis 24. November 2013 in der Wuppertaler Schwimmoper statt und wurden vom SV Bayer Wuppertal organisiert. Der Veranstalter war der Deutsche Schwimm-Verband. Der Wettkampf diente gleichzeitig als Qualifikationswettkampf für die Kurzbahneuropameisterschaften 2013 in Herning. Es gingen 674 Aktive an den Start, die bei den Männern und Frauen Wettkämpfe in je 20 Disziplinen austrugen, darunter zwei Staffelwettkämpfe. Dorothea Brandt war mit fünf Titeln (3 im Einzel und 2 in der Staffel) die erfolgreichste Athletin dieser Meisterschaften. Steffen Deibler sicherte sich vier Einzeltitel und Theresa Michalak gelang über 100 Meter Lagen ein neuer DSV-Rekord.
| Disziplin           | Männer                                       | Männer                                       | Männer   | Frauen                                     | Frauen                                     | Frauen   |
| Disziplin           | Name                                         | Verein                                       | Zeit     | Name                                       | Verein                                     | Zeit     |
| 050 m Freistil      | Steffen Deibler                              | Hamburger SC                                 | 00:21,80 | Dorothea Brandt                            | SG Essen                                   | 00:24,18 |
| 100 m Freistil      | Steffen Deibler                              | Hamburger SC                                 | 00:47,83 | Dorothea Brandt                            | SG Essen                                   | 00:53,68 |
| 200 m Freistil      | Paul Biedermann                              | SV Halle/Saale                               | 01:44,17 | Daniela Schreiber                          | SV Halle/Saale                             | 01:56,13 |
| 400 m Freistil      | Paul Biedermann                              | SV Halle/Saale                               | 03:39,02 | Leonie Antonia Beck                        | SV Würzburg 05                             | 04:04,84 |
| 800 m Freistil      | Sören Meißner                                | SV Würzburg 05                               | 07:41,06 | Leonie Antonia Beck                        | SV Würzburg 05                             | 08:17,50 |
| 1500 m Freistil0    | Sören Meißner                                | SV Würzburg 05                               | 14:41,03 | Leonie Antonia Beck                        | SV Würzburg 05                             | 15:56,32 |
| 050 m Brust         | Hendrik Feldwehr                             | SG Essen                                     | 00:26,64 | Dorothea Brandt                            | SG Essen                                   | 00:30,25 |
| 100 m Brust         | Marco Koch                                   | DSW 1912 Darmstadt                           | 00:58,27 | Caroline Ruhnau                            | SG Essen                                   | 01:05,80 |
| 200 m Brust         | Marco Koch                                   | DSW 1912 Darmstadt                           | 02:05,98 | Caroline Ruhnau                            | SG Essen                                   | 02:24,21 |
| 050 m Schmetterling | Steffen Deibler                              | Hamburger SC                                 | 00:22,89 | Doris Eichhorn                             | Aqua Berlin                                | 00:26,39 |
| 100 m Schmetterling | Steffen Deibler                              | Hamburger SC                                 | 00:51,34 | Franziska Hentke                           | SC Magdeburg                               | 00:57,89 |
| 200 m Schmetterling | Tim Wallburger                               | SG Neukölln Berlin                           | 01:53,46 | Franziska Hentke                           | SC Magdeburg                               | 02:06,11 |
| 050 m Rücken        | Christian Diener                             | PSV Cottbus 90                               | 00:24,12 | Doris Eichhorn                             | Aqua Berlin                                | 00:27,35 |
| 100 m Rücken        | Christian Diener                             | PSV Cottbus 90                               | 00:50,81 | Jenny Mensing                              | SC Wiesbaden 1911                          | 00:59,17 |
| 200 m Rücken        | Christian Diener                             | PSV Cottbus 90                               | 01:52,11 | Jenny Mensing                              | SC Wiesbaden 1911                          | 02:04,69 |
| 100 m Lagen         | Marco Koch                                   | DSW 1912 Darmstadt                           | 00:53,29 | Theresa Michalak                           | SV Halle/Saale                             | 00:58,93 |
| 200 m Lagen         | Philip Heintz                                | SV Mannheim                                  | 01:55,95 | Theresa Michalak                           | SV Halle/Saale                             | 02:09,01 |
| 400 m Lagen         | Tim Wallburger                               | SG Neukölln Berlin                           | 04:06,22 | Theresa Michalak                           | SV Halle/Saale                             | 04:35,76 |
| 4 × 50 m Freistil   | Potsdamer SV Suck, Lebherz, Wolf, Hintze     | Potsdamer SV Suck, Lebherz, Wolf, Hintze     | 01:28,29 | SG Essen Brandt, Schmiedel, Ruhnau, Höpink | SG Essen Brandt, Schmiedel, Ruhnau, Höpink | 01:41,32 |
| 4 × 50 m Lagen      | Potsdamer SV Schwarz, Bösecke, Lebherz, Suck | Potsdamer SV Schwarz, Bösecke, Lebherz, Suck | 01:37,30 | SG Essen Tzenetos, Ruhnau, Höpink, Brandt  | SG Essen Tzenetos, Ruhnau, Höpink, Brandt  | 01:50,64 |

1. 1 2  Deutscher Altersklassenrekord für 16-Jährige
2. ↑  neuer DSV-Rekord